# Фиоренцуола д'Арда
Фиоренцуо̀ла д'А̀рда (на италиански: Fiorenzuola d'Arda, на местен диалект Fiurinsöla, Фиуринсьола) е град и община в Северна Италия, провинция Пиаченца, регион Емилия-Романя. Разположен е на 80 m надморска височина. Населението на града е 15 204 души (към 2010 г.).